# 鈍色の箱の中で
『鈍色の箱の中で』（にびいろのはこのなかで、in the blunt box）は、篠原知宏による日本の漫画。LINEマンガで2017年4月28日から2020年7月24日まで連載された。単行本では全66話で、第62話までが本編、第63話から第66話までは番外編となっている。単行本と連載では話数のカウントが異なっている。
2020年2月9日から3月15日まで毎週日曜（土曜深夜）に、テレビ朝日制作の「360°（サンロクマル）ドラマ」枠においてテレビドラマ化された。

## あらすじ
分譲マンション。このマンションに住む筧美羽、辻内基秋は幼なじみ。キスする関係でも基秋は美羽に振り向かない。基秋の心の中には別の人物がいた。

## 登場人物
筧 美羽（かけい みわ）

辻内 基秋（つじうち もとあき）

高鳥 あおい（たかとり あおい）

庄司 悟（しょうじ さとる）

真田 利津（さなだ りつ）

河野 綾芽（こうの あやめ）

## 書誌情報
- 篠原知宏『鈍色の箱の中で』LINE Digital Frontier〈LINEコミックス〉全7巻
  1. 2017年8月10日発売、ISBN 978-4908588280
  2. 2018年4月13日発売、ISBN 978-4908588440
  3. 2018年11月15日発売、ISBN 978-4909767165
  4. 2019年3月15日発売、ISBN 978-4909767479
  5. 2020年2月1日発売、ISBN 978-4866970202
  6. 2020年2月1日発売、ISBN 978-4866970219
  7. 2020年12月1日発売、ISBN 978-4866971216

第5巻と第6巻は同時発売された。

## テレビドラマ
2020年2月9日から3月15日まで毎週日曜（土曜深夜）に、テレビ朝日制作の「360°ドラマ」枠にて連続ドラマ化された。主演は久保田紗友と萩原利久。第2話では放送30分中7回のキスシーンがある、監視カメラやスマホカメラで撮影したようなリアリティーある演出などが話題となる。また360°ドラマとして動画配信、SNSなどでもドラマに描かれないストーリーを多角的に発信していく。設定や話の展開などは原作とは異なっている。

### あらすじ
同じ分譲マンションに住む幼なじみの高校生たち、桜井美羽、辻内基秋、真田利津、高鳥あおい、庄司悟。彼らの初恋は片思い。しかし幼馴染、嫉妬心など複雑な距離感で両思いになり切れない鬱屈さを抱える危険な偏愛ラブストーリー。

### キャスト
桜井美羽（さくらい みわ）
演 - 久保田紗友
本作の主人公。406号室に住む高校2年生。17歳。順風満帆に育ち、どんなことにも一生懸命に取り組む性格。基秋に恋心を抱きキスを求めるが、家族のようにしか思われていないと感じていて、叶わぬ恋に悩んでいる。
あるきっかけで利津に付きまとわれており、拒絶するため距離を置いている。また、友達であるあおいを非常に頼りにしている。
辻内基秋（つじうち もとあき）
演 - 萩原利久
405号室に住む高校2年生。17歳。幼馴染の美羽からは恋心を抱かれキスもする間柄であるが、幼少時に母を亡くし母や姉のような存在にしか思えていない。
一方、同じマンションに昔住んでいたバイオリンを弾くお姉さん、河野綾芽のことが忘れられずにおり、再開の際には抱き着いた。
真田利津（さなだ りつ）
演 - 神尾楓珠
106号室に住む高校2年生。17歳。幼なじみ4人とはある事情で距離を置いている。幼少時、両親に女装をさせられていたが、明るく接してくれた美羽に恋心を抱くようになった。美羽への想いが募る一方で、美羽が基秋のことを好きだと気づいており、彼らの幼なじみの馴れ合いの関係をうっとうしく感じ、策略を張り巡らす。
バイセクシャルの節があり、あおいとセックスした一方で基秋や悟にもキスをしている。趣味は盗聴。この盗聴で美羽と基秋が一線を越えたことを知る。原作ではハーフの設定だが、ドラマでは純日本人である。
高鳥あおい（たかとり あおい）
演 - 岡本夏美
315号室に住む高校2年生。17歳。無条件に周囲から愛されている美羽に対して幼少時から劣等感や嫉妬心を抱く。噂好きの努力家。
幼なじみの悟と交際中だが、なぜか利津のことを常に気にかけ体まで許してしまい、後に妊娠が発覚する。
庄司悟（しょうじ さとる）
演 - 望月歩
201号室に住む高校2年生。17歳。誰とでもすぐ仲良くなれるムードメーカー。高校ではバスケットボール部に所属。友人思いで幼馴染の危機を救ったことは数知れず。あおいとは付き合って1年だが、あおいの感情の変化に気づいてしまう。
河野綾芽（こうの あやめ）
演 - 筧美和子
基秋の初恋相手。502号室に住むバイオリンを弾くお姉さん。32歳。綾芽は基秋の初恋相手で、以前同じ分譲マンションに住んでいた頃は、基秋のことを「タンポポくん」と呼び（原作ではお醤油くん）かわいがっていた。小学生の頃から本格的にバイオリニストを目指していたが叶わず、今は趣味としてバイオリンを弾き続けている。
音大生時代に大切だった人を亡くし、忘れようと年上の男性と結婚して分譲マンションを出るものの、諸事情からかつての分譲マンションへ戻り基秋と再会。基秋を集会所に連れ込み誘惑する。
演ずる筧は役作りのためクランクイン3週間前よりバイオリンを習っている。
チャラ大学生
演 - 内藤秀一郎
利津の母
演 - 西田尚美
利津と距離をとる母親。
本田先輩
演 - 宇佐卓真
バスケットボール部で学校一のモテ男。美羽に告白を行う。

### スタッフ
- 原作 - 篠原知宏『鈍色の箱の中で』
- プロデューサー - 都築歩（テレビ朝日）、残間理央（テレビ朝日）、新野安行（ザフール）、疋田理紗（ザフール）
- 音楽 - 田井モトヨシ、石塚徹、Teje
- 主題歌 - 竹内唯人「ニビイロ」（LINE RECORDS）
- 撮影協力 - 新座市シティプロモーション、県営大宮砂団地
- 脚本 - 大北はるか
- 制作協力 - ザフール
- 制作著作 - テレビ朝日

### 放送日程
| 話数   | 放送日  | サブタイトル         |
| ------ | ------- | -------------------- |
| 第1話  | 2月09日 | 一番遠くて、近いキス |
| 第2話  | 2月16日 | 涙のキス             |
| 第3話  | 2月23日 | 略奪のキス           |
| 第4話  | 3月01日 | 禁断のキス           |
| 第5話  | 3月08日 | 慰めのキス           |
| 最終回 | 3月15日 | すれ違いのキス       |

| テレビ朝日 日曜3:00 - 3:30枠（土曜深夜）               | テレビ朝日 日曜3:00 - 3:30枠（土曜深夜）                               | テレビ朝日 日曜3:00 - 3:30枠（土曜深夜）           |
| 前番組                                                 | 番組名                                                                 | 次番組                                             |
| ------------------------------------------------------ | ---------------------------------------------------------------------- | -------------------------------------------------- |
| ミッドナイトサタデー ※3:00 - 4:00 【30分縮小して継続】 | 鈍色の箱の中で （2020年2月9日 - 3月15日） 【この期間『360°ドラマ』枠】 | ミッドナイトサタデー ※3:00 - 4:00 【再度30分拡大】 |